# Granulomatose lymphomatoïde
La granulomatose lymphomatoïde (GL) est un syndrome lymphoprolifératif rare, décrit par Liebow en 1972 et affectant principalement le poumon (80 %) mais aussi la peau (40 à 50 %) ou le système nerveux central (30 % des cas). 
Il implique de grands lymphocytes B CD20+ atypiques, affectés par le virus d'Epstein-Barr, au sein de nombreux petits lymphocytes T CD3+ réactionnels et pouvant s’associer à de la nécrose.
Son diagnostic est difficile. Il évolue, dans 7 à 47 % des cas, vers un lymphome B agressif.